# Vilaflor de Chasna
Vilaflor de Chasna és un municipi situat al sud de l'illa de Tenerife, a les illes Canàries. El gentilici dels seus habitants és chasnero, ra, ja que l'antic nom del poble de Vilaflor era "Chasna", un nom indígena. Vilaflor és el nom recent provinent de la contracció de "vila flor". En aquest municipi va néixer el primer sant canari, Pedro de San José Betancur, més conegut com el Germà Pedro, el 1626.